# Czʽukʽa
Cz'uk'a (dżong. ཆུ་ཁ་རྫོང་ཁག་) – jeden z 20 dzongkhagów w Bhutanie. Znajduje się w południowo-zachodniej części kraju.